# Piazza di Pandola
Piazza di Pandola è una delle quindici frazioni del comune campano di Montoro. Faceva parte di Montoro Inferiore, in provincia di Avellino.
La frazione si estende principalmente presso la strada principale del paese denominata Corso Pietro Ascolese.

## Geografia fisica
Il paese è situato in un punto strategico del comune, infatti ad est è situato lo svincolo del Raccordo Autostradale Avellino-Salerno, non lontano dall'Università degli Studi di Salerno situata nel vicino comune di Fisciano. È situato circa a metà strada fra le città di Avellino e Salerno, dalla prima dista 22 chilometri, mentre ne dista 19 dalla seconda.
Il territorio è prevalentemente pianeggiante.

## Storia
Piazza di Pandola è una frazione ricca di storia e di cultura popolare che l'hanno contraddistinta negli anni.
Oltre ad edifici di recente costruzione, il paese è ricco di numerosi edifici antichi, tra cui vari palazzi settecenteschi. Famosi sono il Palazzo Ascolese e il Palazzo Del Pozzo edificati lungo la strada principale del paese ed il Palazzo Federici sito nella omonima strada; la Chiesa, anch'essa settecentesca, intitolata a Santa Maria di Costantinopoli, le cui origini sono del 1272. Ogni angolo del paese nasconde un pezzo di storia della frazione e degli abitanti che negli anni l'hanno popolata. 
Altra testimonianza della storia della frazione è la parte antica del paese con la Via Federici che in antico tempo era l'unica strada percorribile per raggiungere la provincia di Salerno attraversando appunto Piazza di Pandola (antica Via Delle Puglie). Proprio lungo questa strada, è possibile ammirare un vecchio arco che era "la dogana" che divideva negli anni 1600/1700 i territori.
Sempre a Piazza di Pandola è presente un'area chiamata Campo dei Greci, dove si racconta che durante la guerra gotica si siano accampate alcune truppe greche.
Inoltre all'interno della comunità del paese sono presenti molte associazioni di diverso tipo. 
L'associazione di promozione sociale Restate in Piazza, con lo scopo di recuperare le tradizioni e promuovere gli eventi e le manifestazioni nella frazione.  
Dal punto di vista religioso, alcune anche di origini molte antiche, non possiamo non citare la Confraternita della Madonna del Rosario, risalente al 1779, che oltre alle attività religiose sono un punto di riferimento per tutta la comunità. Sul territorio sono presenti anche associazioni di volontariato come la Misericordia (confraternita), presente a Piazza di Pandola dal 1993, anno della sua fondazione.

## Economia
Il paese ha origini agricole e commerciali. Dapprima i prodotti agricoli prodotti venivano commercializzati da aziende locali preposte a tale scopo (cipolle, patate, pomodori). Il commercio prevedeva l'impiego dei cittadini locali come ambulanti e commercianti a posto fisso.
Tra i vecchi mestieri dei piazzesi si annoverano quelli di maniscalco o ferra-cavalli, riparatore di scarpe, barbiere, falegname e muratore. Attualmente le attività commerciali sono sparse maggiormente per la strada principale del paese.
Piazza di Pandola inoltre è famosa anche per la vendita del baccalà, ormai un punto di forza della cucina piazzese.
La frazione oltre alle varie attività commerciali svolte principalmente a carattere familiare, offre numerosi servizi alle persone e alle imprese, svolte da personale qualificato che hanno reso la frazione un centro economico diversificato.
Al lato nord della frazione e proprio in prossimità del Raccordo Autostradale Avellino-Salerno sorge una piccola aria industriale, in cui aziende prevalentemente artigianali hanno intrapreso un discorso di crescita aziendale e hanno sviluppato la loro attività.

## Eventi
Nel paese si contano varie attività socio-culturali che coinvolgono la popolazione. Le più famose sono: " 'A Mascarata" e la "Festa dei Sapori Contadini".